# Parafia św. Faustyny Kowalskiej w Białymstoku
Parafia pw. św. Faustyny Kowalskiej w Białymstoku – rzymskokatolicka parafia należąca do dekanatu Białystok–Bacieczki, archidiecezji białostockiej, metropolii białostockiej.

## Historia parafii
Parafia została utworzona 12 lipca 2001 przez arcybiskupa białostockiego Wojciecha Ziembę. Jej administratorem został ks. Jan Hołodok, proboszcz parafii NMP Królowej Rodzin, z której obszaru wydzielono teren dla działania nowej parafii.

## Kościół parafialny
Jako świątynia parafialna służy kaplica św. Faustyny Kowalskiej wybudowana w 2003. 9 października 2011 odbyła się instalacja relikwii św. Faustyny w kaplicy.

## Proboszczowie
- 2001–2003: ks. Jan Hołodok (administrator)
- 2003–2011: ks. Marek Wiśniewski
- 2011–2020: ks. Aleksander Dobroński
- od 2020: ks. Mateusz Wasilewski